# 横浜テクノタワーホテル
横浜テクノタワーホテル（よこはまテクノタワーホテル）は、神奈川県横浜市金沢区福浦の横浜金沢ハイテクセンタービル内にあるホテル。ホテル内には全112室の客室と3店舗の飲食店、コーヒーショップ、土産物屋などが入っている。
2024年（令和6年）8月をもって、株式会社光洋から株式会社シーエイチアイに経営譲渡した。ホテルグループとして全国に9つのホテルと温泉施設やゴルフ場、バス事業を運営している。

## 特色
横浜市金沢区は横浜市立大学や関東学院大学が立地する文教地域でもあり、起業支援、新産業創造施設である横浜金沢ハイテクセンターへの訪問にも利用される。また、2026年にはホテルに隣接された国内最大級の給食工場が新設予定。

## 飲食施設
- リューバンカフェ
- 鉄板焼レストラン 八景
- 香港飲茶レストランCORE
- コーヒーショップ

## 周辺
- 横浜・八景島シーパラダイス
- 海の公園
- ブランチ横浜南部市場
- 横浜ベイサイドマリーナ
- 横浜金沢ハイテクセンター
- 横浜市立大学附属病院・先端医科学研究センター
- 称名寺